# Кандер, Джон
Джон Га́рольд Ка́ндер (Кэ́ндер; англ. John Harold Kander; род. 18 марта 1927, Канзас-Сити, Миссури, США) — американский композитор, автор популярной музыки к театральным шоу, кинофильмам. Известен многолетним сотрудничеством с поэтом Фредом Эббом. К их работам, среди прочих, относятся «Кабаре» (1966) и «Чикаго» (1975).

## Биография

### Ранние годы
Родился в Канзас-Сити (штат Миссури) в семье Бёрнис (в девичестве — Аарон) и Гарольда Кандера. После окончания начальной школы и колледжа обучение продолжил в Колумбийском университете. Карьеру на Бродвее начал вторым пианистом, дублирующим музыканта основного состава, в мюзикле «Вестсайдская история» (широко известен по экранизации 1961 года). Однажды менеджер, подбирающий оркестрантов для следующего шоу, пригласил Кандера для прослушивания. Там музыканта услышал хореограф театра Джером Роббинс и предложил написать несколько танцевальных номеров для предстоящего сезона 1959 года. В результате Джон Кандер стал автором музыки для спектакля на основе популярного водевиля «Ирма ля Дус» (позже экранизирован, в русском переводе чаще — «Нежная Ирма»). Первый мюзикл композитора «Семейное дело» (англ. A Family Affair), который был поставлен в 1962 году в  Billy Rose Theatre, написан по сценарию Джеймса Голдмена.

### Сотрудничество с Фредом Эббом
С поэтом Фредом Эббом Джон Кандер познакомился в 1962 году. Написав нескольких пробных песен, они создают свой первый мюзикл «Золотые ворота» (англ. Golden Gate), который так и не был поставлен. В 1965 году на Бродвее состоялась премьера мюзикла Кандера и Эбба «Флора — красная угроза» (англ. Flora the Red Menace), который принёс Лайзе Миннелли премию «Тони».
Вторая их совместная работа, мюзикл «Кабаре», была принята очень успешно. Сюжет основан на пьесе Джона ван Друтена «I Am a Camera», которая является сценической адаптацией романа Кристофера Ишервуда. Шоу получило 8 из 11 номинаций на премию «Тони». Спектакль демонстрировался три года, в 1987 году был поставлен вновь. Очередная Бродвейская редакция 1998 года была показана более 2300 раз. На основе музыкального спектакля в 1972 году снят одноимённый фильм, режиссёром и хореографом которого стал Боб Фосс.
Следующий творческий период не был отмечен успехом, сопоставимым с «Кабаре». Так мюзикл «70, Girls, 70» (1971 год) выдержал всего 35 представлений. В начале 1970-х годов на волне популярности Лайзы Миннелли и её Салли Боулз, Кандер и Эбб работают над телевизионным шоу «Лайза, через „З“» (англ. Liza with a Z) и концертными сольными выступлениями актрисы на Бродвее.
В 1975 году выходит мюзикл «Чикаго» с Читой Ривера (Вельма Келли), Джерри Орбахом (Билли Флинн) и Гвен Вердон (Рокси Хат). Спектакль имел смешанные отзывы критиков, но демонстрировался более 2 лет. Экранизация этого мюзикла 2002 года получила более 10 высших кинематографических наград.
В 1977 году Кандер и Эбб работают совместно с Мартином Скорсезе и Лайзой Миннелли над музыкальным фильмом «Нью-Йорк, Нью-Йорк», где звучит их наиболее известная музыкальная тема с тем же названием.
После мюзикла «Каток» (англ. The Rink, 1984) с Читой Ривера и Лайзой Минелли в главных ролях творческий дуэт «замолкает» практически на 9 лет. В 1993 году выходит музыкальный спектакль «Поцелуй Женщины-паука» (англ. Kiss of the Spider Woman), который принёс авторам третью премию «Тони». После ещё двух проектов, которые не имели успеха, Кандер и Эбб значительно снижают творческую активность. В 2004 году в возрасте 76 лет от сердечного приступа умирает Фред Эбб. Незадолго до этого Кандер и Эбб начали работу над новым произведением «Кто убил Дэвида Меррика?» (англ. Who Killed David Merrick?), переименованное позже в «Занавес!» (англ. Curtains), которое преследовали беды. В 2003 году умер автор сценария Питер Стоун, чуть позже — аранжировщик Майкл Гибсон. В 2004 году умирает Фред Эбб. По злой иронии мюзикл имел второе название «A Backstage Murder Mystery Musical Comedy». Работа над мюзиклом была завершена Кандером в 2006 году, но мистические совпадения, сопровождавшие работу над ним, отмечались журналистами.
Творческий союз композитора и поэта продолжался 42 года.

### Творчество в настоящее время
В 2010 году на сцены Бродвея и Миннеаполиса выходит мюзикл «The Scottsboro Boys» (Буквально — Парни из Скоттсборо, американский термин, относящийся к череде реальных исторических событий начала 1930-х годов в США и последовавшим судебным процессом, ставшим началом пересмотра межрасовых отношений в американском обществе). В качестве авторов указаны Кандер и Эбб. Время фактического создания произведения не указано. По ряду источников это — 2003 год, непосредственно перед смертью Эбба.
Длительное время композитор был занят работой над музыкальной адаптацией пьесы лауреата Пулитцеровской премии Торнтона Уайлдера “Наш городок». Правообладатель, племянник драматурга, отказал Кандеру в постановке подготовленного спектакля.

## Награды и признание
- 1967 Кабаре — Премия «Тони», лучший мюзикл;
- 1967 Кабаре — «Тони», лучшие композитор и автор стихов;
- 1967 Кабаре — Премия «Грэмми», лучший альбом;
- 1973 Лайза, через «З» — Премия «Эмми», за выдающиеся достижения в музыке и стихах;
- 1981 Женщина года — «Тони», лучший оригинальный сценарий;
- 1993 Поцелуй Женщины-паука — «Тони», лучший оригинальный сценарий;
- 1993 Поцелуй Женщины-паука — Премия «Драма Деск», лучшая музыка;
- 1998 Чикаго — Премия «Грэмми», лучший альбом с записью музыкального шоу;
- 2007 Личный вклад Д.Кандера — Премия «Драма Деск», специальная награда «За мастерство и вклад в развитие музыкального театра на протяжении 42 лет карьеры»;
- 2010 The Scottsboro Boys — Премия «Драма Деск», лучшие поэтические тексты (в сотрудничестве с Фредом Эббом).

## Заметки
1. ↑  В названии мюзикла — игра слов: Закулисье душераздирающего и таинственного Мюзикла, но и Загадочная смерть за кулисами музыкального театра